# Club Deportivo La Muela
Il Club Deportivo La Muela , è una società calcistica con sede a La Muela, in Aragona, in Spagna. Gioca le sue partite all'Estadio Clemente Padilla.
Gioca nella Regional Preferente, la quinta serie del campionato spagnolo.

## Storia
Fondato nel 2005 da Víctor Pinilla, che diventò presidente e allenatore, e tornò a partecipare nei campionati regionali.
Il club ottenne tre promozioni consecutive, arrivando, nella stagione 2010-2011 in Segunda División B.
Nella stagione 2010-2011 arriva al 17º posto nel gruppo 2 della Segunda B. Invece di retrocedere in Tercera División, la squadra viene iscritta alla Regional Preferente per problemi economici.

## Tornei nazionali
- 1ª División: 0 stagioni
- 2ª División: 0 stagioni
- 2ª División B: 1 stagioni
- 3ª División: 2 stagioni

## Palmarès

### Altri piazzamenti
- Tercera División:

Secondo posto: 2009-2010